# Stecknadelhorn
Stecknadelhorn – szczyt w Alpach Pennińskich, części Alp Zachodnich. Leży Szwajcarii w kantonie Valais. Należy do masywu Mischabel. Leży między Nadelhorn i Hohberghorn. Szczyt można zdobyć ze schronisk Mischabelhütte (3340 m) oraz Bordierhütte (2886 m). Szczyt przykrywa lodowiec Riedgletscher.
Pierwszego odnotowanego wejścia dokonali Oscar Eckenstein i Matthias Zurbriggen 8 sierpnia 1887 r.